# ويليام والتون (ملحن كلاسيكي)
ويليام والتون (بالإنجليزية: William Walton)‏ (و. 1902 – 1983 م) هو ملحن كلاسيكي ‏، وقائد أوركسترا، وموسيقي، ومؤلف موسيقى تصويرية بريطاني، ولد في أولدهام، توفي عن عمر يناهز 81 عاماً، بسبب نوبة قلبية.

## جوائز وترشيحات
حصل على جوائز منها:
- وسام بنجامين فرنكلن 1972
- Royal Philharmonic Society Gold Medal  [لغات أخرى]‏ 1947
- لقب فارس

ترشح لـ:
- جائزة الأوسكار لأفضل موسيقى تصويرية دراماتيكية أو كوميدية أصلية ‏، عن عمل: هنري الخامس.
- جائزة الأوسكار لأفضل موسيقى تصويرية دراماتيكية أو كوميدية أصلية ‏، عن عمل: هاملت.

## وصلات خارجية
- ويليام والتون في قاعدة بيانات الأفلام على الإنترنت